# Антропонимия
Антропони́мия (антропонимико́н) — совокупность антропонимов, то есть собственных имён для именования человека в каком-либо языке. Иногда, терминологически в узком смысле, под системой антропонимов понимается именослов. Изучением антропонимов занимается антропонимика.
Антропонимия какого-либо языка включает в себя все имеющиеся или бывшие в употреблении имена людей; в противоположность этому выделяется понятие име́нника — то есть имена, активно использовавшиеся в какой-либо исторический период, в какой-либо социальной группе, на какой-либо ограниченной территории. Именник, в отличие от антропонимикона, предполагает учёт реальной частотности имён.